# Élections générales britanniques de 1983 en Écosse
Des élections générales britanniques ont lieu le 9 juin 1983 pour élire la 49e législature du Parlement du Royaume-Uni. L'Écosse élit 72 des 650 députés.

## Résultats
| Partis | Partis                  | Voix      | Voix  | Voix       | Total des sièges | Total des sièges | Total des sièges |
| Partis | Partis                  | Votes     | %     | +/−        | Sièges           | +/−              |                  |
| ------ | ----------------------- | --------- | ----- | ---------- | ---------------- | ---------------- | ---------------- |
|        | Travailliste            | 990 654   | 35,1  | 6,5        | 41 / 72          | 3                |                  |
|        | Conservateur            | 801 487   | 28,4  | 3,0        | 21 / 72          | 1                |                  |
|        | Alliance SDP - Libéraux | 692 634   | 24,5  | 15,5       | 8 / 72           | 5                |                  |
|        | SNP                     | 331 975   | 11,8  | 5,5        | 2 / 72           | stagnation       |                  |
|        | Autres                  | 7 830     | 0,3   | 0,2        | 0 / 72           | stagnation       |                  |
| Total  | Total                   | 2 824 580 | 100,0 | stagnation | 72 / 72          | 1                |                  |